# Vontobel
Vontobel è una banca privata svizzera specializzata nell'asset management per clienti privati e clienti istituzionali. Le famiglie Vontobel e la Fondazione Vontobel detengono la maggioranza delle azioni e dei voti. Contemporaneamente le azioni nominative di Vontobel Holding AG sono quotate alla Borsa svizzera. 
Nel 2021, conta oltre 2.000 dipendenti in 26 sedi in tutto il mondo. Tra le banche svizzere di primo livello, detiene circa 300 miliardi di dollari di asset dei clienti.

## Storia

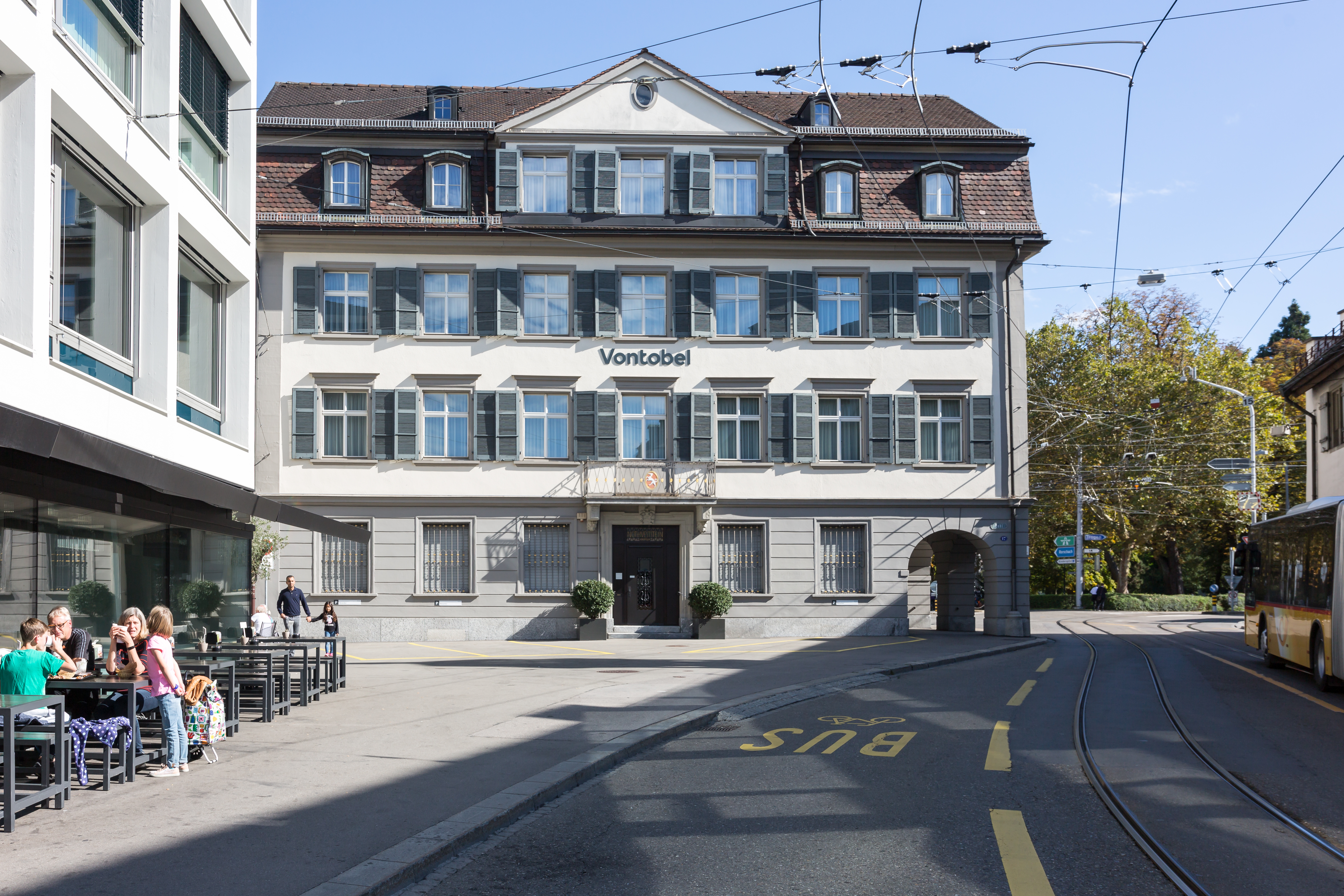
La filiale di San Gallo sulla piazza del mercato.

Friedrich Emil Haeberli fondò nel 1924 l'agenzia di borsa Haeberli & Cie. Dopo la sua morte, nel 1936, Jakob Vontobel rilevò l'agenzia di borsa e fondò la banca J. Vontobel & Co. Il figlio di Jakob, Hans Vontobel (1916-2016), entrò nella banca nel 1943 e divenne socio a responsabilità illimitata nel 1951. Nel 1972, il nipote di Jakob, Hans-Dieter Vontobel, entrò a far parte della banca e, nel 1977, divenne socio a responsabilità illimitata.
Nel 1984, la Banca J. Vontobel & Co venne trasformata in una società per azioni e le società del gruppo vennero riunite nella Vontobel Holding AG. Nel 1986, le azioni al portatore di Vontobel Holding AG furono quotate alla Borsa di Zurigo. Nel 2001, furono create le azioni nominative standard. Nel 1988, venne fondata la Vontobel USA Inc. a New York.
Nel 2000, la Banca J. Vontobel & Co AG divenne la Banca Vontobel AG. Nel 2001, il progetto di internet banking "You Bank" venne interrotto prima del completamento con una perdita di 55 milioni di franchi.
Nel 2004, Raiffesen acquisì una partecipazione del 12,5% nella Vontobel Holding AG. La famiglia Vontobel e la Fondazione Vontobel mantennero la maggioranza del capitale azionario. Nel 2007, venne aperta a Londra una filiale per le attività su commissione. L'azienda offrì forme di cartolarizzazione di materie prime e intendeva consentire un commercio conveniente in collaborazione con i suoi partner.
Nel 2008, la Vontobel Holding AG fondò una società affiliata al 100% nel Dubai International Financial Centre (DIFC). Le operazioni iniziarono alla fine di marzo. Vontobel detenne il 51% della nuova società, mentre il management ne detenne il 49%.
Nel maggio 2009, la Bank Vontobel Europe AG con sede a Monaco di Baviera iniziò ad operare in Germania, come filiale al 100% del gruppo svizzero Vontobel con una licenza bancaria completa. A luglio, il Gruppo svizzero Vontobel acquisì il 100% della Commerzbank (Schweiz) AG, che ha sede a Zurigo, una filiale a Ginevra e una filiale a Vienna. Commerzbank (Schweiz) AG venne completamente integrata nel Gruppo Vontobel. Con questa integrazione il patrimonio della clientela gestito nel private banking del Gruppo Vontobel aumentò del 20%. Nel 2015, venne rilevata la Banca Finter a Zurigo e con filiale a Lugano.
Nel 2016, il presidente onorario Hans J. Vontobel morì all'età di 99 anni.
Nello stesso anno, venne acquisita Vescore. Due anni dopo, le funzionalità multi-asset di Vontobel erano unite a Vescore. Nel maggio 2018, Raiffeisen Svizzera vendette la banca privata Notenstein La Roche a Vontobel per 700 milioni di franchi. Nel 2020, Vontobel venne ristrutturata e cessata la maggior parte delle attività di Investment Banking, ad eccezione dei prodotti strutturati. 
Nel 2024, Rendu de Lindt e Schubiger succedettero a Z. Staub nella carica di CEO, mentre la ristrutturazione in corso venne ampliata. I risparmi operativi incidettero sulle attività non redditizie e l'obiettivo era quello di concentrarsi nuovamente sulle attività principali.